# Пааво Ліппонен
Па́аво Та́піо Лі́ппонен (фін. Paavo Tapio Lipponen; нар. 23 квітня 1941, с. Туртола, Саамська область (Маакунта), Фінляндія) — фінський політик лівого спрямування. Прем'єр-міністр Фінляндії 1995—1999 та 1999—2003. Голова Соціал-демократичної партії Фінляндії 1993—2005. Спікер Парламенту Фінляндії 2003—2007. Також обіймав відповідальні посади в уряді міста Гельсінкі.

## Біографія
Народився в селі Туртола, що в південно-західній частині фінської Саамії, комуна Пелло. Батьки Орво Ліппонен та Гіллка Ійссало. У селі Туртола народилося два прем'єр-міністри Фінляндії: Каарло Кастрен та сам Пааво Ліппонен (1995—2003).
Закінчив елітний ліцей м. Куопіо для дітей 15 — 19 років (1959). Після цього отримав стипендію Фулбрайта і переїхав до США, де всупив до престижного університету «Дартмутський коледж» (штат Нью-Гемпшир). Продовжує навчання у Гельсінському університеті, де вивчає політологію та міжнародні відносини (до 1971). Зближується із лідерами соціал-демократичного руху Фінляндії, редагує студентську газету СДПФ, активно дописує у провідні фінські медіа.
Здобуває також військове звання «фельдфебель».

## Політична діяльність

### Лівацькі захоплення
Чітку прихильність до соціал-демократичного руху він задекларував ще в 1967 році, студентом. Але 1978 р. зробив публічну заяву: він розчарувався в ідеях соціалізму. Проте, десять років у лівацькому русі стали причиною багатьох претензій і підозр. Йому не без підстав приписували співпрацю із спецслужбою НДР «Штазі», оприлюднювали документи, які нібито свідчили про його вербування шпигунами КДБ СРСР. Вже на політичній пенсії він зізнався: перша спроба була зроблена радянськими агентами весною 1966 року, коли майбутній прем'єр був тільки студентом-політиком і підробляв журналістом. Друга — на початку 1970-х.

### Публічна кар'єра
Публічна політична кар'єра розпочалася 1979, коли він став секретарем прем'єр-міністра Мауно Койвісто (1979—1982).
Ліппонен був депутатом Парламенту Фінляндії 1983—1987, а також з 1991 до 2007. 1993 Голова СДПФ Ульф Сундквіст подав у відставку, а на його місце обраний саме Ліппонен. Саме він привів партію до перемоги на парламентських виборах 1995 р.. Свій перший уряд сформував із п'яти партій, включаючи крайньо-праву та крайньо-ліву. Але економічна політика Ліппонена була скоріше правою. Також Ліппонен привів Фінляндію у грошову зону Євро (1999).
Парламентська кампанія 1999 була менш вдалою для партії Ліппонена, але СДПФ залишилася найбільшою партією Едускунти. Коаліція 1995 була відновлена. У часи Другого уряду Ліппонена Фінляндія півроку очолювала Європейський союз, підтримував його розширення (зокрема, Ліппонен виступав за вступ до ЄС Болгарії та Румунії). Також Ліппонену належить концепція Європейської конституції, яку він озвучив у своїй програмній промові у Брюгге (2000).
Ліппонен очолював СДПФ і під час парламентської кампанії 2003, на якій партія здобула перемогу. Однак опозиційна партія «Кескуста» (Центр) здобула більше місць, а її лідерка Аннелі Яаттеенмякі сформувала новий уряд, а Ліппонен мусив задовольнитися посадою спікера Парламенту. Зрештою, 2007 року він залишив велику політику.

### Економічні ідеї
Ліппонен один з генераторів «Зеленої податкової реформи», яка стартувала у Фінляндії 1995 року. Ліппонен так сформулював мету перетворень: «Структура податків буде змінена сприятливим для праці й зайнятості чином. Знижене оподаткування праці буде компенсовано значним розширенням нових природоохоронних податків. Податкова модель сприятиме тим, хто економить енергію і зменшує викиди, які руйнують навколишнє середовище, і підтримає трудомісткі і високотехнологічні галузі промисловості».

## Неурядова діяльність
15 серпня 2008 р, під час агресії Російської Федерації на територію Грузії, було анонсовано, що Ліппонен став офіційним консультантом компанії Nord Stream AG, яка є оператором будівництва російського газопроводу по дну Балтійського моря — від міста Виборг до німецького Грайфсвальда. Він погодився лобіювати проект у фінських політичних та ділових колах. У наслідок скандалу, який вибухнув через позицію Ліппонена, він був усунутий з усіх представницьких посад, зокрема закрито його офіс у будівлі парламенту.
Польща заблокувала кандидатуру Ліппонена на виборах міністра закордонних справ ЄС, мотивуючи це його позицією у справі газопроводу «Північний потік».

## Український напрямок
27 квітня 2004 Ліппонен мав офіційну зустріч із головою Верховної Ради України Володимиром Литвином у місті Гельсінкі. Він сказав: «Фінляндія з великою зацікавленістю спостерігатиме за перебігом президентських виборів в Україні», які були призначені на листопад 2004.
Ліппонен один з небагатьох європейських політиків, який не підтримав Помаранчеву революцію в Україні. Також він критикував сусідню Естонію за активну підтримку помаранчевого Києва, а ще раніше — Грузії.
Проте, Ліппонен відвідав з офіційним візитом Україну 29-30 вересня 2005 як спікер Едускунти. Мав другу зустріч із українським колегою Володимиром Литвином. У жовтні підготував спільну заяву із Президентом Тар'я Галонен та спікером Матті Ванганеном, де Україні пропонувалася нова форма економічної співпраці — вільна економічна зона «Україна — ЄС». В такий спосіб Ліппонен залишався вірним своєму головному принципу — максимальне розширення лав ЄС шляхом залучення нових членів у східній Європі, зокрема України.

## Особисте життя
Ліппонен одружений другим шлюбом із жінкою, молодшою на 26 років. Перша дружина вже померла. Має трьох дочок. Будучи спікером, офіційно брав відпустку для догляду за дитиною. Захоплюється водним поло.

## Нагороди
- Орден «Три Зірки» (Латвія, 16 жовтня 2004).
- Орден «Стара Планина» І-го ступеню (Болгарія, 17 квітня 2007). Нагороджений урядом Болгарії «за винятково великі заслуги у справі приєднання Республіки Болгарія до Європейського Союзу та за розвиток двосторонніх відносин».